# Palazzo Arcivescovile (Tarent)

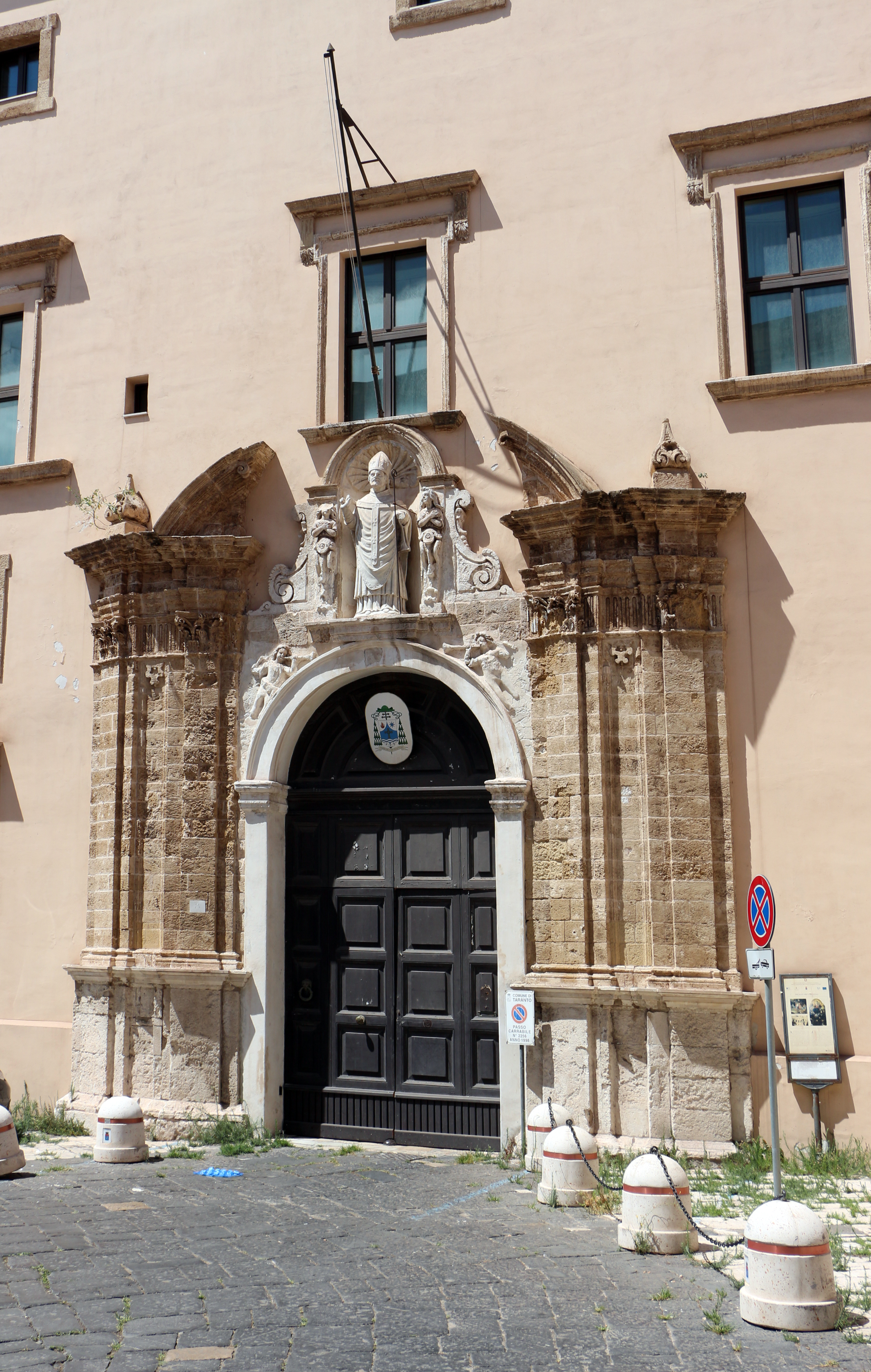
Eingangstor zum Palazzo Arcivescovile in Tarent

Der Palazzo Arcivescovile ist ein Palast im historischen Zentrum von Tarent in der italienischen Region Apulien. Er wurde vermutlich im 11. Jahrhundert errichtet, als der Erzbischof Drogone sich dazu entschloss, die benachbarte Kathedrale San Cataldo zu erweitern, nachdem man 1071 die sterblichen Überreste des Bischofs Cataldus gefunden hatte. Der Palast am Largo Arcivescovado, an dem auch der Haupteingang liegt, blickt auf das Meer hinaus. Er dient seit seiner Erbauung bis heute als Bischofsresidenz.

## Geschichte
Im Laufe der Jahrhunderte wurde der Palast mehrmals umgebaut und erweitert und es waren dort viele bekannte Persönlichkeiten zu Gast, darunter Ferdinand II. beider Sizilien und einige Angehörige des Hauses Savoyen. 1989 übernachtete dort auch Papst Johannes Paul II. bei seinem Besuch in Tarent.
Im Zuge kürzlicher Restaurierungsarbeiten wurden Fresken, Wandmalereien, verzierte Decken, Säulen und Bögen entdeckt.

## Beschreibung
Das Gebäude hat einen rechteckigen Grundriss und seine Räume sind um einen Innenhof herum angeordnet. Die Fassade zeigt ein großes Tor, auf dem eine Statue des heiligen Patrons der Stadt angebracht ist. Eine Monumentaltreppe führt zu den oberen Stockwerken, wo man Räume bewundern kann, die elegant ausgestattet und mit Fresken verziert sind. Von besonderem Wert ist der Salone dei Vescovi (dt.: Bischofssalon), wo die Porträts der Erzbischöfe, die im Laufe der Zeit aufeinander folgten, aufgereiht sind.